# Monohelea umbrosipennis
Monohelea umbrosipennis är en tvåvingeart som beskrevs av Debenham 1972. Monohelea umbrosipennis ingår i släktet Monohelea och familjen svidknott. Inga underarter finns listade i Catalogue of Life.